# Ranville
Ranville és un municipi francès situat al departament de Calvados i a la regió de Normandia. L'any 2007 tenia 1.737 habitants.

## Demografia

### Població
El 2007 la població de fet de Ranville era de 1.737 persones. Hi havia 653 famílies de les quals 121 eren unipersonals (27 homes vivint sols i 94 dones vivint soles), 219 parelles sense fills, 270 parelles amb fills i 43 famílies monoparentals amb fills.
La població ha evolucionat segons el següent gràfic:
Habitants censats

### Habitatges
El 2007 hi havia 711 habitatges, 656 eren l'habitatge principal de la família, 38 eren segones residències i 17 estaven desocupats. 676 eren cases i 9 eren apartaments. Dels 656 habitatges principals, 522 estaven ocupats pels seus propietaris, 122 estaven llogats i ocupats pels llogaters i 12 estaven cedits a títol gratuït; 3 tenien una cambra, 11 en tenien dues, 82 en tenien tres, 186 en tenien quatre i 374 en tenien cinc o més. 454 habitatges disposaven pel capbaix d'una plaça de pàrquing. A 252 habitatges hi havia un automòbil i a 367 n'hi havia dos o més.

### Piràmide de població
La piràmide de població per edats i sexe el 2009 era:
| Homes | Edats   | Dones |
| ----- | ------- | ----- |
| 0     | 95 o +  | 0     |
| 0     | 90 a 94 | 4     |
| 20    | 85 a 89 | 12    |
| 0     | 80 a 84 | 12    |
| 8     | 75 a 79 | 24    |
| 24    | 70 a 74 | 24    |
| 32    | 65 a 69 | 64    |
| 60    | 60 a 64 | 32    |
| 56    | 55 a 59 | 64    |
| 88    | 50 a 54 | 72    |
| 92    | 45 a 49 | 64    |
| 80    | 40 a 44 | 80    |
| 60    | 35 a 39 | 52    |
| 68    | 30 a 34 | 64    |
| 76    | 25 a 29 | 64    |
| 40    | 20 a 24 | 40    |
| 84    | 15 a 19 | 76    |
| 64    | 10 a 14 | 60    |
| 68    | 5 a 9   | 36    |
| 56    | 0 a 4   | 68    |

## Economia
El 2007 la població en edat de treballar era de 1.158 persones, 807 eren actives i 351 eren inactives. De les 807 persones actives 727 estaven ocupades (385 homes i 342 dones) i 79 estaven aturades (41 homes i 38 dones). De les 351 persones inactives 148 estaven jubilades, 116 estaven estudiant i 87 estaven classificades com a «altres inactius».

### Ingressos
El 2009 a Ranville hi havia 668 unitats fiscals que integraven 1.725,5 persones, la mediana anual d'ingressos fiscals per persona era de 20.784 €.

### Activitats econòmiques
Dels 75 establiments que hi havia el 2007, 2 eren d'empreses extractives, 2 d'empreses alimentàries, 1 d'una empresa de fabricació de material elèctric, 5 d'empreses de fabricació d'altres productes industrials, 17 d'empreses de construcció, 12 d'empreses de comerç i reparació d'automòbils, 5 d'empreses de transport, 4 d'empreses d'hostatgeria i restauració, 2 d'empreses financeres, 3 d'empreses immobiliàries, 5 d'empreses de serveis, 13 d'entitats de l'administració pública i 4 d'empreses classificades com a «altres activitats de serveis».
Dels 21 establiments de servei als particulars que hi havia el 2009, 1 era una oficina de correu, 1 taller de reparació d'automòbils i de material agrícola, 1 autoescola, 3 paletes, 3 guixaires pintors, 2 fusteries, 3 lampisteries, 3 electricistes, 2 perruqueries, 1 agència immobiliària i 1 saló de bellesa.
Dels 5 establiments comercials que hi havia el 2009, 1 era un hipermercat, 2 fleques, 1 una llibreria i 1 una joieria.
L'any 2000 a Ranville hi havia 8 explotacions agrícoles que ocupaven un total de 575 hectàrees.

## Equipaments sanitaris i escolars
L'únic equipament sanitari que hi havia el 2009 era una farmàcia.
El 2009 hi havia 1 escola maternal i 1 escola elemental.

## Poblacions més properes
El següent diagrama mostra les poblacions més properes.